# داده‌گاه
داده‌گاه زیر مجموعه ای از داده‌های انبار است که در آخرین لایه یعنی ارائه "Presentation " قرار دارد. یک داده‌گاه مجموعهٔ خاصی از اطلاعات را در خود نگه میدارد که برای گروهی ار کاربران انبار داده مورد نیاز است. برای مثال اطّلاعات فروش می‌تواند یک داده‌گاه را تشکیل دهد. انبار داده می‌تواند چندین داده‌گاه را در خود جای دهد. رایجترین متد طراحی داده‌گاه به صورت ستاره ای، Star Schema می‌باشد. چندین داده گاه می‌توانند به صورت مستقل در لایه دسترسی، presentation,قرار داشته باشند. بدین ترتیب تغییر در یک داده گاه اثری بر روی داده گاه‌های دیگر نخواهد داشت. در بعضی از طراحیهای انبار داده همه داده‌گاه‌ها از یک مجموعه داده مشترک به نام "Conformed dimensions" استفاده می‌کنند.